# Gnamptogenys schubarti
Gnamptogenys schubarti är en myrart som först beskrevs av Borgmeier 1948.  Gnamptogenys schubarti ingår i släktet Gnamptogenys och familjen myror. Inga underarter finns listade i Catalogue of Life.